# UCI Àsia Tour 2013-2014
L'UCI Àsia Tour 2013-2014 és la desena edició de l'UCI Àsia Tour, un dels cinc circuits continentals de ciclisme de la Unió Ciclista Internacional. Està format per 44 proves, organitzades entre el 6 d'octubre de 2013 al 20 de desembre de 2014 a Àsia.

## Evolució del calendari

### Octubre de 2013
| Data  | Cursa          | País            | Cat. | Vencedor        | Equip                   |
| ----- | -------------- | --------------- | ---- | --------------- | ----------------------- |
| 6     | Tour d'Almati  | Kazakhstan      | 1.2  | Maksim Iglinski | Selecció del Kazakhstan |
| 20    | Japan Cup      | Japó            | 1.HC | Jack Bauer      | Garmin-Sharp            |
| 20-28 | Tour de Hainan | R.P. de la Xina | 2.HC | Moreno Hofland  | Belkin Pro Cycling Team |

### Novembre de 2013
| Data  | Cursa                              | País                | Cat. | Vencedor          | Equip                |
| ----- | ---------------------------------- | ------------------- | ---- | ----------------- | -------------------- |
| 2-5   | Tour de l'Ijen                     | Indonèsia           | 2.2  | Samad Poor Seiedi | Tabriz Petrochemical |
| 2-10  | Volta al llac Taihu                | R.P. de la Xina     | 2.1  | Iuri Metluxenko   | Torku Sekerspor      |
| 10    | Tour d'Okinawa                     | Japó                | 1.2  | Sho Hatsuyama     | Bridgestone-Anchor   |
| 12    | Tour de Nanquín                    | R.P. de la Xina     | 1.2  | Alois Kaňkovský   | ASC Dukla Praha      |
| 16-18 | Tour de Fuzhou                     | R.P. de la Xina     | 2.2  | Rahim Emami       | RTS-Santic Racing    |
| 22-25 | Sharjah International Cycling Tour | Emirats Àrabs Units | 2.2  | Roman Van Uden    | Node 4-Giordana      |

### Desembre de 2013
| Data | Cursa                           | País  | Cat. | Vencedor                     | Equip                             |
| ---- | ------------------------------- | ----- | ---- | ---------------------------- | --------------------------------- |
| 4-7  | Tour de Al Zubarah              | Qatar | 2.2  | Yousef Mirza Banihammad      | Selecció dels Emirats Àrabs Units |
| 15   | CFI International Race 1-Mumbai | Índia | 1.2  | Nur Amirul Fakhruddin Mazuki | Terengganu                        |
| 17   | CFI International Race 2-Jaipur | Índia | 1.2  | Anwar Azis Muhd Shaiful      | Terengganu                        |
| 22   | CFI International Race 3-Dehli  | Índia | 1.2  | Mohd Nor Umardi Rosdi        | Terengganu                        |

### Febrer de 2014
| Data  | Cursa            | País                | Cat. | Vencedor           | Equip                   |
| ----- | ---------------- | ------------------- | ---- | ------------------ | ----------------------- |
| 5-8   | Tour de Dubai    | Emirats Àrabs Units | 2.1  | Taylor Phinney     | BMC Racing Team         |
| 9-14  | Tour de Qatar    | Qatar               | 2.HC | Niki Terpstra      | Omega Pharma-Quick Step |
| 18-31 | Tour d'Oman      | Oman                | 2.HC | Christopher Froome | Team Sky                |
| 27-8  | Tour de Langkawi | Malàisia            | 2.HC | Samad Poor Seiedi  | Tabriz Petrochemical    |

### Març de 2014
| Data | Cursa          | País        | Cat. | Vencedor         | Equip                 |
| ---- | -------------- | ----------- | ---- | ---------------- | --------------------- |
| 9-13 | Tour de Taïwan | Xina Taipei | 2.1  | Rémy Di Grégorio | La Pomme Marseille 13 |

### Abril de 2014
| Data  | Cursa                       | País      | Cat. | Vencedor               | Equip                          |
| ----- | --------------------------- | --------- | ---- | ---------------------- | ------------------------------ |
| 1-6   | Tour de Tailàndia           | Tailàndia | 2.2  | Yasuharu Nakajima      | Aisan Racing                   |
| 21-24 | Tour de les Filipines       | Filipines | 2.2  | Mark John Lexer Galedo | 7 Eleven Road Bike Philippines |
| 27    | Melaka Chief Minister's Cup | Malàisia  | 1.2  | Alexandru Pliușchin    | Skydive Dubai                  |

### Maig de 2014
| Data  | Cursa                                                 | País       | Cat. | Vencedor          | Equip                         |
| ----- | ----------------------------------------------------- | ---------- | ---- | ----------------- | ----------------------------- |
| 18-25 | Volta al Japó                                         | Japó       | 2.1  | Samad Poor Seiedi | Tabriz Petrochemical          |
| 29    | Campionats d'Àsia de ciclisme - contrarellotge        | Kazakhstan | CC   | Dmitri Grúzdev    | Equip nacional del Kazakhstan |
| 29    | Campionats d'Àsia de ciclisme - contrarellotge sub-23 | Kazakhstan | CC   | Viktor Okishev    | Equip nacional del Kazakhstan |
| 29-1  | Tour de Kumano                                        | Japó       | 2.2  | Francisco Mancebo | Sky Dive Dubai                |
| 31    | Campionats d'Àsia de ciclisme - cursa en ruta sub-23  | Kazakhstan | CC   | Vadim Galeyev     | Equip nacional del Kazakhstan |

### Juny de 2014
| Data  | Cursa                                         | País          | Cat. | Vencedor         | Equip                         |
| ----- | --------------------------------------------- | ------------- | ---- | ---------------- | ----------------------------- |
| 1     | Campionats d'Àsia de ciclisme - cursa en ruta | Kazakhstan    | CC   | Ruslan Tleubayev | Equip nacional del Kazakhstan |
| 7-15  | Tour de Singkarak                             | Indonèsia     | 2.2  | Amir Zargari     | Pishgaman Yazd                |
| 8-15  | Tour de Corea                                 | Corea del Sud | 2.1  | Hugh Carthy      | Rapha-Condor-JLT              |
| 17-22 | Tour de l'Iran                                | Iran          | 2.1  | Ghader Mizbani   | Tabriz Petrochemical          |

### Juliol de 2014
| Data | Cursa                 | País            | Cat. | Vencedor       | Equip                   |
| ---- | --------------------- | --------------- | ---- | -------------- | ----------------------- |
| 6-19 | Tour del llac Qinghai | R.P. de la Xina | 2.HC | Ilia Davidenok | Team Astana Continental |

### Agost de 2014
| Data | Cursa             | País            | Cat. | Vencedor     | Equip       |
| ---- | ----------------- | --------------- | ---- | ------------ | ----------- |
| 30-6 | Volta a la Xina I | R.P. de la Xina | 2.1  | Kamil Gradek | BDC Marcpol |

### Setembre de 2014
| Data  | Cursa                 | País            | Cat. | Vencedor               | Equip                |
| ----- | --------------------- | --------------- | ---- | ---------------------- | -------------------- |
| 6-7   | Tour de Java oriental | Indonèsia       | 2.2  | Ghader Mizbani Iranagh | Tabriz Petrochemical |
| 8-14  | Volta a la Xina II    | R.P. de la Xina | 2.1  | Boris Shpilevsky       | RTS-Santic Racing    |
| 13-15 | Tour d'Hokkaido       | Japó            | 2.2  | Joshua Lucas Prete     | Budget Forklifts     |

### Octubre de 2014
| Data  | Cursa          | País            | Cat. | Vencedor          | Equip                 |
| ----- | -------------- | --------------- | ---- | ----------------- | --------------------- |
| 5     | Tour d'Almati  | Kazakhstan      | 1.2  | Aleksei Lutsenko  | Team Astana           |
| 16-19 | Tour de l'Ijen | Indonèsia       | 2.2  | Peter Pouly       | Singha Infinite       |
| 19    | Japan Cup      | Japó            | 1.HC | Nathan Haas       | Garmin-Sharp          |
| 20-28 | Tour de Hainan | R.P. de la Xina | 2.HC | Julien Antomarchi | La Pomme Marseille 13 |

### Novembre de 2014
| Data  | Cursa                                      | País                | Cat. | Vencedor                 | Equip                |
| ----- | ------------------------------------------ | ------------------- | ---- | ------------------------ | -------------------- |
| 1-9   | Volta al llac Taihu                        | R.P. de la Xina     | 2.1  | Sam Witmitz              | Budget Forklifts     |
| 9     | Tour d'Okinawa                             | Japó                | 1.2  | Nariyuki Masuda          | Utsunomiya Blitzen   |
| 11    | Tour dels Aiguamolls costaners de Yancheng | R.P. de la Xina     | 1.2  | Jesse Kerrison           | Budget Forklifts     |
| 14-16 | Tour de Fuzhou                             | R.P. de la Xina     | 2.2  | Samad Poor Seiedi        | Tabriz Petrochemical |
| 28-1  | Sharjah International Cycling Tour         | Emirats Àrabs Units | 2.2  | Yousef Mirza Bani Hammad |                      |

### Desembre de 2014
| Data  | Cursa              | País     | Cat. | Vencedor       | Equip                                     |
| ----- | ------------------ | -------- | ---- | -------------- | ----------------------------------------- |
| 13-17 | Jelajah Malaysia   | Malàisia | 2.2  | Rafaâ Chtioui  | Skydive Dubai                             |
| 17-20 | Tour de Al Zubarah | Qatar    | 2.2  | Azzedine Lagab | Groupement Sportif des Pétroliers Algérie |

### Proves anul·lades
| Data             | Prova                         | País            | Cat. | Causa |
| ---------------- | ----------------------------- | --------------- | ---- | ----- |
| 6-10 maig        | Tour de Khatulistiwa          | Indonèsia       | 2.2  |       |
| 22-23 d'octubre  | Tour de Jawa Barat            | Indonèsia       | 2.2  |       |
| 8-10 de novembre | Tour de Bali                  | Indonèsia       | 2.2  |       |
| 21 juny          | Golan I                       | Síria           | 1.2  |       |
| 23 juny          | Golan II                      | Síria           | 1.2  |       |
| 26 juny          | Golan III                     | Síria           | 1.2  |       |
| 20-24 agost      | Tour de Qinghai-Tibet Plateau | R.P. de la Xina | 2.2  |       |
| 20-24 agost      | Tour de Borneo                | Malàisia        | 2.2  |       |
| 24-28 agost      | Kerman Tour                   | Iran            | 2.2  |       |
| 26-30 setembre   | Tour de Mazandaran            | Iran            | 2.2  |       |
| 24-28 octubre    | Tour de Brunei                | Brunei          | 2.2  |       |

## Classificacions
- Font: UCI Àsia Tour

| #   | Ciclista                     | Equip                 | Pts |
| 1.  | Samad Poor Seiedi (IRI)      | Tabriz Petrochemical  | 480 |
| 2.  | Boris Shpilevsky (RUS)       | RTS-Santic Racing     | 408 |
| 3.  | Alois Kaňkovský (CZE)        | Dukla Praha           | 362 |
| 4.  | Iuri Metluixenko (UKR)       | -                     | 338 |
| 5.  | Ilya Davidenok (KAZ) *       | -                     | 272 |
| 6.  | Ghader Mizbani Iranagh (IRI) | Tabriz Petrochemical  | 268 |
| 7.  | Grega Bole (SLO)             | Vini Fantini Nippo    | 215 |
| 8.  | Rahim Ememi (IRI)            | Pishgaman Yazd        | 193 |
| 9.  | Julien Antomarchi (FRA)      | La Pomme Marseille 13 | 190 |
| 10. | Kamil Gradek (POL)           | BDC Marcpol           | 181 |

| #   | Equip                 | País                | Pts  |
| 1.  | Tabriz Petrochemical  | Iran                | 1022 |
| 2.  | Dukla Praha           | Txèquia             | 602  |
| 3.  | La Pomme Marseille 13 | França              | 571  |
| 4.  | RTS-Santic Racing     | Xina Taipei         | 547  |
| 5.  | Kolss                 | Ucraïna             | 513  |
| 6.  | Pishgaman Yazd        | Iran                | 492  |
| 7.  | Skydive Dubai         | Emirats Àrabs Units | 464  |
| 8.  | Vini Fantini Nippo    | Japó                | 422  |
| 9.  | Drapac                | Austràlia           | 421  |
| 10. | Budget Forklifts      | Austràlia           | 391  |

| #   | País                | Pts  |
| 1.  | Iran                | 1473 |
| 2.  | Kazakhstan          | 845  |
| 3.  | Japó                | 482  |
| 4.  | Corea del Sud       | 370  |
| 5.  | Hong Kong           | 364  |
| 6.  | Malàisia            | 350  |
| 7.  | Emirats Àrabs Units | 187  |
| 8.  | Uzbekistan          | 176  |
| 9.  | Indonèsia           | 146  |
| 10. | Tailàndia           | 145  |

| #   | País          | Pts |
| 1.  | Kazakhstan    | 811 |
| 2.  | Iran          | 164 |
| 3.  | Malàisia      | 110 |
| 4.  | Hong Kong     | 81  |
| 5.  | Macau         | 80  |
| 6.  | Corea del Sud | 71  |
| 7.  | Índia         | 41  |
| 8.  | Uzbekistan    | 40  |
| 9.  | Japó          | 25  |
| 10. | Iraq          | 21  |